# Els amants de Maria
Els amants de Maria, títol original en anglès Maria's Lovers, és una pel·lícula estatunidenca dirigida per Andrei Konxalovski, estrenada el 1984.
Aquesta pel·lícula va estar doblada al català.

## Argument
Gairebé al final de la Segona Guerra Mundial, el soldat Ivan Bibic (John Savage), que ha estat presoner de guerra, torna a la seva ciutat disposat a retrobar el gran amor de la seva vida, Maria (Nastassja Kinski), la inspiració dels seus somnis des de la infantesa. Malgrat que el seu pare (Robert Mitchum), intenta convèncer-lo que no és mereixedor d'una dona com Maria (una dona desitjada per tots), el seu profund amor idealista li fa perseverar per aconseguir el seu objectiu: casar-s'hi.

## Repartiment
- Nastassja Kinski: Maria Bosic
- John Savage: Ivan Bibic
- Robert Mitchum: pare d'Ivan
- Keith Carradine: Clarence Butts
- Anita Morris: Mrs. Wynic
- Bud Cort: Harvey
- Karen Young: Rosie
- Tracy Nelson: Joanie
- John Goodman: Frank
- Danton Stone: Joe
- Vincent Spano: Al Griselli
- Anna Levine: Kathy
- Bill Smitrovich: Barman

## Nominacions
- 1984. Lleó d'Or[3]
- 1985. César a la millor pel·lícula estrangera